# Hauts-Bassins
Hauts-Bassins er en af Burkina Fasos 13 regioner. Den blev oprettet 2. juli 2001, og havde i 2006 1.410.284 indbyggere. Regionshovedstaden er Bobo Dioulasso. Regionen består af tre provinser: Houet, Kénédougou og Tuy.